# Mark Eyskens

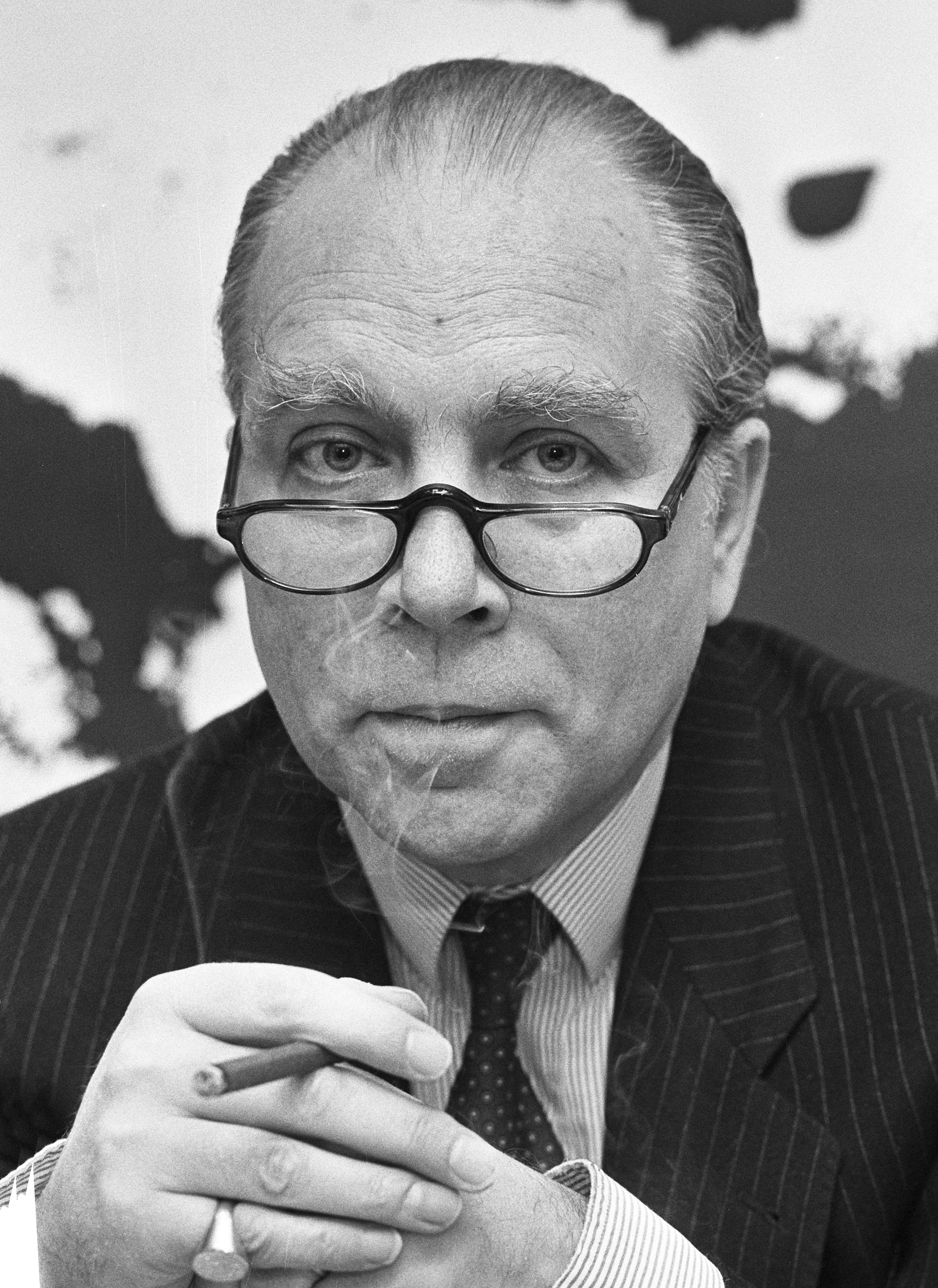
Mark Eyskens (1986)

Mark Maria Frans Eyskens anhörenⓘ (* 29. April 1933 in Löwen) ist ein Ökonom und ein belgischer Politiker.
Vom 6. April bis zum 17. Dezember 1981 war er belgischer Premierminister.

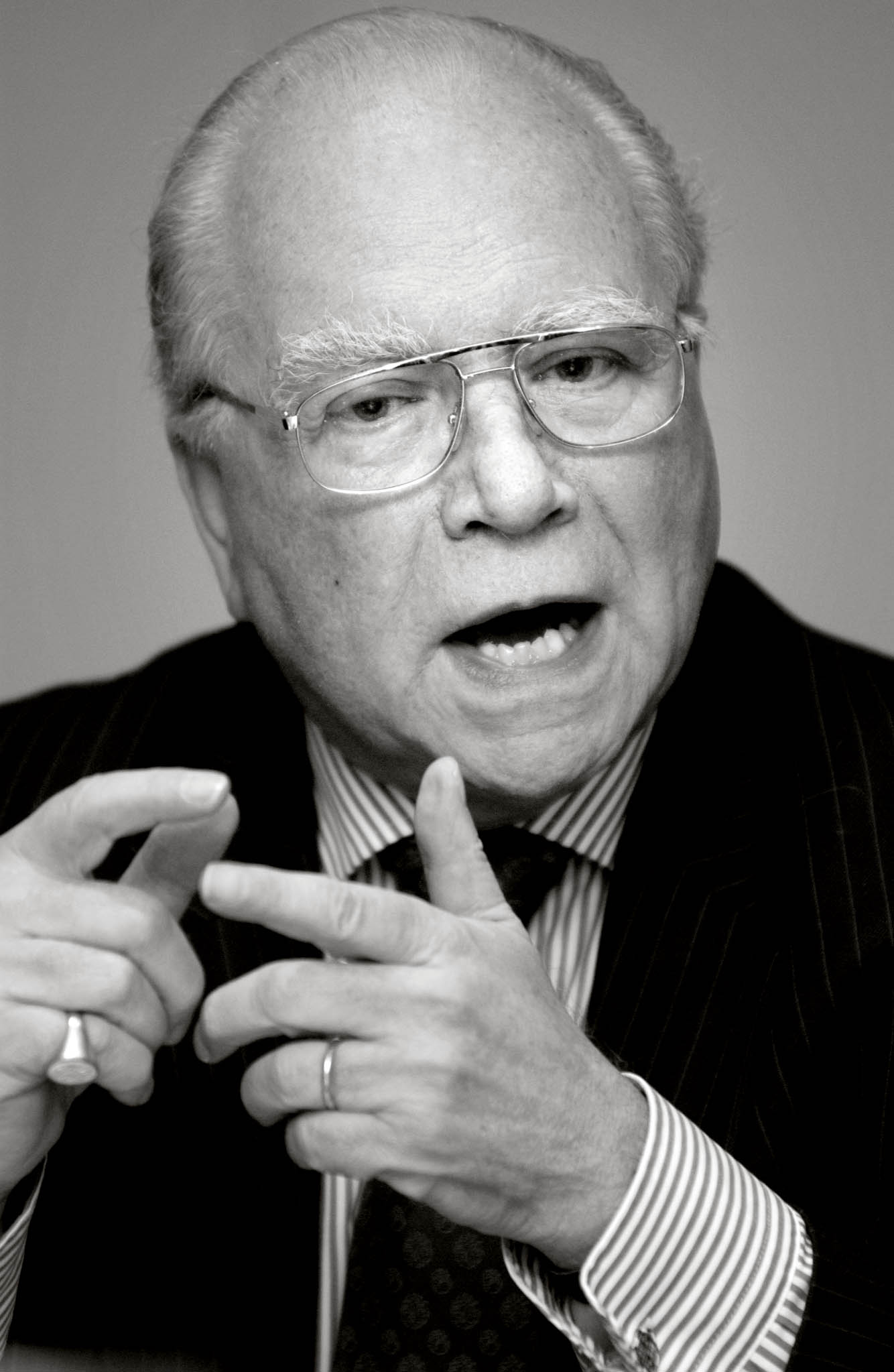
Mark Eyskens (2005)

Mark Eyskens ist Sohn von Gaston Eyskens, der ebenfalls Premierminister Belgiens war. Er ist Mitglied der CD&V.

## Leben
Eyskens schloss seine Studien an der Katholischen Universität Löwen mit mehreren Diplomen ab, u. a. auf dem Gebiet der Philosophie. An der Katholischen Universität Löwen erlangte er außerdem die Doktorwürde der Rechts- und die der Wirtschaftswissenschaften. 1967 wurde er zum Wirtschaftsprofessor berufen.
1962 begann seine politische Karriere als Berater von Finanzminister André Dequae. 1976 war er Minister der CVP in der Regierung unter Leo Tindemans. Von 1976 bis 1992 war er Mitglied von dreizehn Regierungen, u. a. als Finanz- und Außenminister.
Im April 1981 wurde er Premierminister einer Koalitionsregierung zwischen den Christdemokraten und den Sozialisten. Am 21. September stürzte die Regierung wegen eines Streits über die Finanzierung der wallonischen Stahlindustrie. Bei den vorgezogenen Neuwahlen am 8. November 1981 durften aufgrund einer Initiative der Regierung Eyskens zum ersten Mal Bürger im Alter von 18 bis 21 Jahren wählen. Jedoch wurde Eyskens infolge dieser Wahlen am 17. Dezember von seinem Vorgänger Wilfried Martens als Premierminister abgelöst.
Von 1977 bis 1995 war Eyskens Abgeordneter des Kreises Löwen. Seit 1992 ist er Mitglied des Europaparlaments und der Konferenz der Westeuropäischen Union. Von 1992 bis November 1998 lehrte er wieder Wirtschaftswissenschaften. Seit dem 18. November 1998 ist er Staatsminister. 1989 wurde er zum ordentlichen Mitglied der Academia Europaea gewählt.
Eyskens ist neben seinem Beruf Maler und Schriftsteller.